# Mesochorus suomiensis
Mesochorus suomiensis är en stekelart som beskrevs av Schwenke 1999. Mesochorus suomiensis ingår i släktet Mesochorus och familjen brokparasitsteklar. Inga underarter finns listade i Catalogue of Life.